# Peter Travers
Peter Travers es un crítico de cine estadounidense. Ha sido el crítico principal de las revistas People y, posteriormente, Rolling Stone.

## Carrera
Travers es uno de los críticos de cine más reconocidos de los Estados Unidos. Antes de escribir para Rolling Stone, en 1989, Travers fue crítico de cine para la revista People entre 1984 y 1988. Sus características principales son su básico estilo de escritura que realiza un análisis sofisticado, fácil de leer y con muchas opiniones. Travers también trabajó como crítico de los Premios Óscar. Ha declarado que El padrino es su película favorita. Algunos de los directores contemporáneos a los que admira son: Martin Scorsese, David Lynch, Quentin Tarantino, Alexander Payne, Tim Burton, Clint Eastwood, Peter Jackson, Pedro Almodóvar, y Ang Lee.[cita requerida]

## Críticas
Algunas de las películas a las que Travers les ha dado la mayor calificación posible (cuatro estrellas) son: The Big Lebowski, Cartas desde Iwo Jima, King Kong, Sideways, Mystic River, United 93, Brokeback Mountain, Far from Heaven, Gangs of New York, Kill Bill Volume 2, Babel, Syriana, Volver, Dodgeball: A True Underdog Story, The Departed, Borat, y más recientemente No Country for Old Men, Atonement, There Will Be Blood, 4 meses, 3 semanas, 2 días, Drive, Milk, WALL·E, Los descendientes, The social network, Gravity, 12 Years a Slave y El lobo de Wall Street. Por el contrario, le ha dado su peor calificación, cero estrellas, a películas como Bad Boys 2, The Dukes of Hazzard, Fool's Gold, Norbit, Guerra de novias, Jack and Jill y The Devil Inside.
Travers nombró a Blue Velvet como la mejor película de la década de 1980.